# Masakra przy stacji metra Charonne

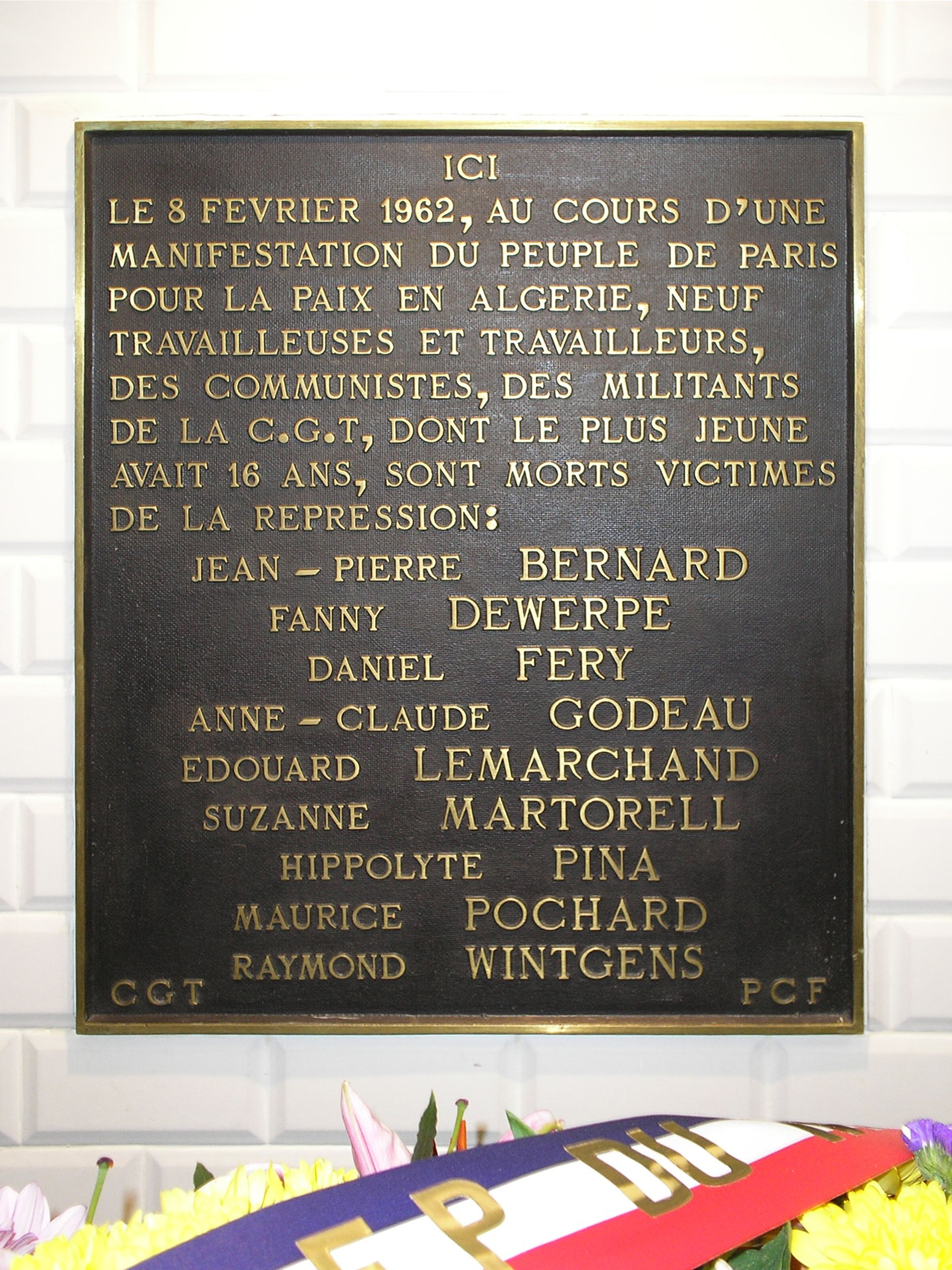
Tablica pamiątkowa w metrze Charonne

Masakra przy stacji metra Charonne w Paryżu – określenie wydarzeń, jakie miały miejsce 8 lutego 1962 w Paryżu, w czasie nielegalnej manifestacji przeciwko działaniom Organizacji Tajnej Armii (OAS) w Algierii, jak i przeciwko samej wojnie algierskiej. W wyniku działań policji grupa uczestników manifestacji usiłowała schronić się na stacji metra Charonne. Osiem osób zginęło, jedna zmarła w szpitalu na skutek odniesionych wcześniej obrażeń.

## Tło wydarzeń
W 1962, wobec przedłużania się wojny algierskiej, większość czołowych polityków francuskich zgodziła się (nieoficjalnie) na niepodległość Algierii. Zdecydowanie przeciwna takiemu rozwiązaniu była jedynie prawicowa OAS, która w celu storpedowania planów odłączenia się Algierii zorganizowała na terenie Francji serię zamachów, przyczyniając się do stworzenia klimatu strachu. Sprawcy tych czynów w większości pozostawali bezkarni. Od 1961 na mocy dekretu o stanie wyjątkowym zabronione zostały wszelkie manifestacje polityczne. Mimo tego, w Paryżu i okolicach nadal dochodziło do nielegalnych pochodów pro- i antyalgierskich, jak również do zamachów organizowanych przez OAS.
17 października 1961 w czasie manifestacji zorganizowanej przez Front Wyzwolenia Narodowego (FLN) zginęło kilkudziesięciu Algierczyków (Masakra Paryska). Na początku roku 1962 w stolicy Francji doszło do kolejnych zamachów, wymierzonych w lewicowych intelektualistów, w tym Vladimira Poznera (został ciężko ranny) i André Malraux (nieudany). W tym samym dniu w czasie wspólnego zebrania organizacji związkowych, studenckich, paryskiej centrali Francuskiej Partii Komunistycznej oraz młodzieżówek Partii Socjalistycznej i komunistów zdecydowano o organizacji wspólnego pochodu, wymierzonego przeciwko działalności terrorystycznej OAS. Na miejsce zbiórki protestujących wybrany został Plac Bastylii.

## Przebieg manifestacji
Jedna z kolumn maszerujących manifestantów ruszyła z Placu Bastylii bulwarem Voltaire’a, kierując się w stronę Place de la Nation. Jak zeznawali naoczni świadkowie, pierwsze szeregi kolumny, usłyszawszy polecenie "Rozejść się!" wydane przez 31 dywizję na czele z komisarzem Yserem, odwróciły się w stronę przeciwną (place Voltaire), sygnalizując koniec manifestacji. W tym momencie manifestanci zostali zaatakowani przez policję. Była 19.37. W tym samym momencie komisarz Dauvergne, stojący na czele 61 dywizji, otrzymał polecenie zablokowania wylotu bulwaru Voltaire’a oraz placu Leona Bluma. Manifestanci zostali częściowo otoczeni; mogli jedynie próbować ucieczki przez wąskie boczne uliczki, ukrywać się w domach na zablokowanym obszarze lub na stacji metra Charonne. Część manifestantów wybrała dwie pierwsze możliwości, w wielu przypadkach z powodzeniem mimo zdecydowanego pościgu, największa część ruszyła jednak w stronę zejścia do metra. Według oficjalnej wersji uciekający manifestanci nie dostali się jednak na stację, napotykając zamknięte kraty. Późniejsze relacje świadków wykazały jednak, że niektórzy uciekający dostali się nawet na perony stacji Charonne, cały czas ścigani przez policjantów.

## Masakra
W ogólnym ścisku i tłumie wiele osób upadło na ziemię, zostając w efekcie zadeptanymi przez innych uciekających. Panikę zwiększała jeszcze agresja policjantów, którzy zgodnie z relacją świadków nie tylko ścigali manifestantów i ostrzeliwali ich gazem łzawiącym, ale i rzucali w ich kierunku (bądź zrzucali z wysokości) ciężkimi metalowymi kratami ochronnymi znajdującymi się normalnie na ulicy dookoła posadzonych na niej drzew oraz elementami krat wentylacyjnych metra. O prawdziwości tej wersji wydarzeń świadczy fakt, że kilka takich krat zostało w dniu masakry i w dniach następnych znalezione na peronach stacji Charonne. Przeciek informacji o wykorzystaniu krat sprawił, że w relacjach oficjalnych z przebiegu wydarzeń policjanci trzymali się wersji, iż chodziło o kraty ochronne na stacji metra, zwyczajowo zamykane wieczorem. Ustalono jednak, że w dniu wydarzeń były one otwarte i zostały zamknięte dopiero po godzinie 20.15, a i ta godzina była wyjątkowo wczesna (zamknięcie przed czasem spowodowane było ogromnym stężeniem gazu łzawiącego na peronach stacji).
Po rozproszeniu się tłumu ustalono osiem ofiar, które poniosły śmierć na miejscu, jedna osoba zmarła w szpitalu. Wśród zabitych były zarówno osoby zadeptane przez tłum, jak i ofiary uderzeń w głowę ciężkimi przedmiotami. Wszyscy byli członkami centrali związkowej CGT, a tylko jedna ofiara nie należała do Francuskiej Partii Komunistycznej. Liczba osób rannych nie została nigdy szczegółowo oszacowana, wskazywane są liczby między kilkoma dziesiątkami a setkami poszkodowanych.

### Imienna lista ofiar
- Jean-Pierre Bernard, 30 lat, rysownik
- Fanny Dewerpe[5], 31 lat, sekretarka
- Daniel Féry, 15 lat, uczeń
- Anne Godeau, 24 lata, pracownica PTT
- Édouard Lemarchand, 41 lat, stolarz
- Suzanne Martorell, 36, dziennikarka Humanité
- Hippolyte Pina, 58 lat, murarz
- Raymond Wintgens, 44 lata, drukarz
- Maurice Pochard, 48 lat (zmarł w szpitalu)

## Reakcja
W pierwszym bezpośrednim oficjalnym komunikacie minister spraw wewnętrznych Francji Roger Frey oskarżył organizatorów manifestacji o zaatakowanie sił porządkowych i tym samym sprowokowanie tragedii. UNR oskarżyła członków OAS o to, że przebrani za policjantów celowo podsycali nerwową atmosferę i brutalnie traktowali uczestników pochodu. Wskazywano, iż wielu policjantów równolegle należało do OAS bądź sympatyzowało z nią. Alain Dewerpe był zdania, że władze, nie chcąc przyznać, iż policja zachowała się niewłaściwie, wyolbrzymiła udział Organizacji Tajnej Armii oraz jej wpływ na wydarzenia 8 lutego. Niektóre dokumenty analizowane przez tego samego autora wskazują, że nakaz zaatakowania manifestacji, o której wiedziano, że choć nielegalna, będzie całkowicie pokojowa, wyszedł z najwyższych kręgów rządowych. Ostatecznie w 1966 ogłoszona została amnestia dla wszystkich uczestników masakr z 1961 i 1962. Nikt z policjantów nie został zatem ukarany za swoją rolę w tamtych wydarzeniach, mimo prowadzenia śledztw w celu wyjaśnienia ich okoliczności.
Tymczasem masakra wywołała spontaniczną reakcję społeczną: następnego dnia i 13 lutego miały miejsce masowe przerwy w pracy. Faktycznie sparaliżowany został region paryski. Liczba uczestników tego protestu szacowana jest pomiędzy 100 tys. pracowników (według oficjalnych danych prefektury policji) poprzez 300-500 tys. (Le Monde, Le Figaro) do miliona osób (prasa komunistyczna). Podobna liczba paryżan uczestniczyła w uroczystościach pogrzebu ofiar i w manifestacji, jaka odbyła się tego samego dnia dla uczczenia ich pamięci.

## W oczach historyków
Historycy spierają się do tej pory o to, na ile cała masakra została wywołana dużymi wpływami prawicy w policji i wojsku francuskim. Zdaniem niektórych badaczy atak na pokojową manifestację był przygotowany z góry i miał przekazać określony komunikat polityczny, kwalifikują go zatem jako akt terroryzmu państwowego. Z kolei historyk Jean-Paul Brunet uważał masakrę jedynie za konsekwencję błędu jednego człowieka - komisarza Ysera, który wydał rozkaz ataku. Podobnie wydarzenia te tłumaczył Maurice Papon.

## Upamiętnienie masakry

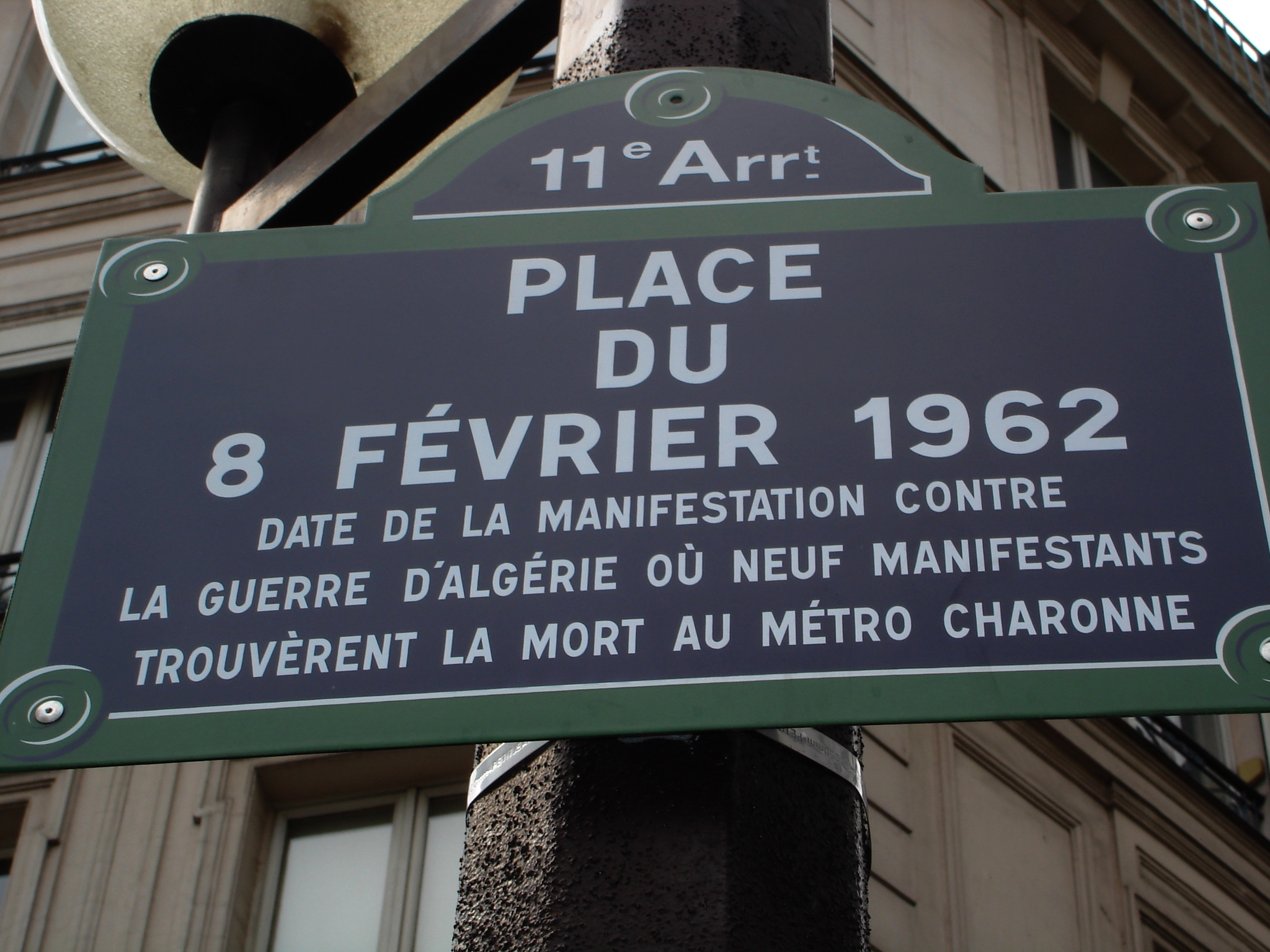
Plac 8 lutego 1962

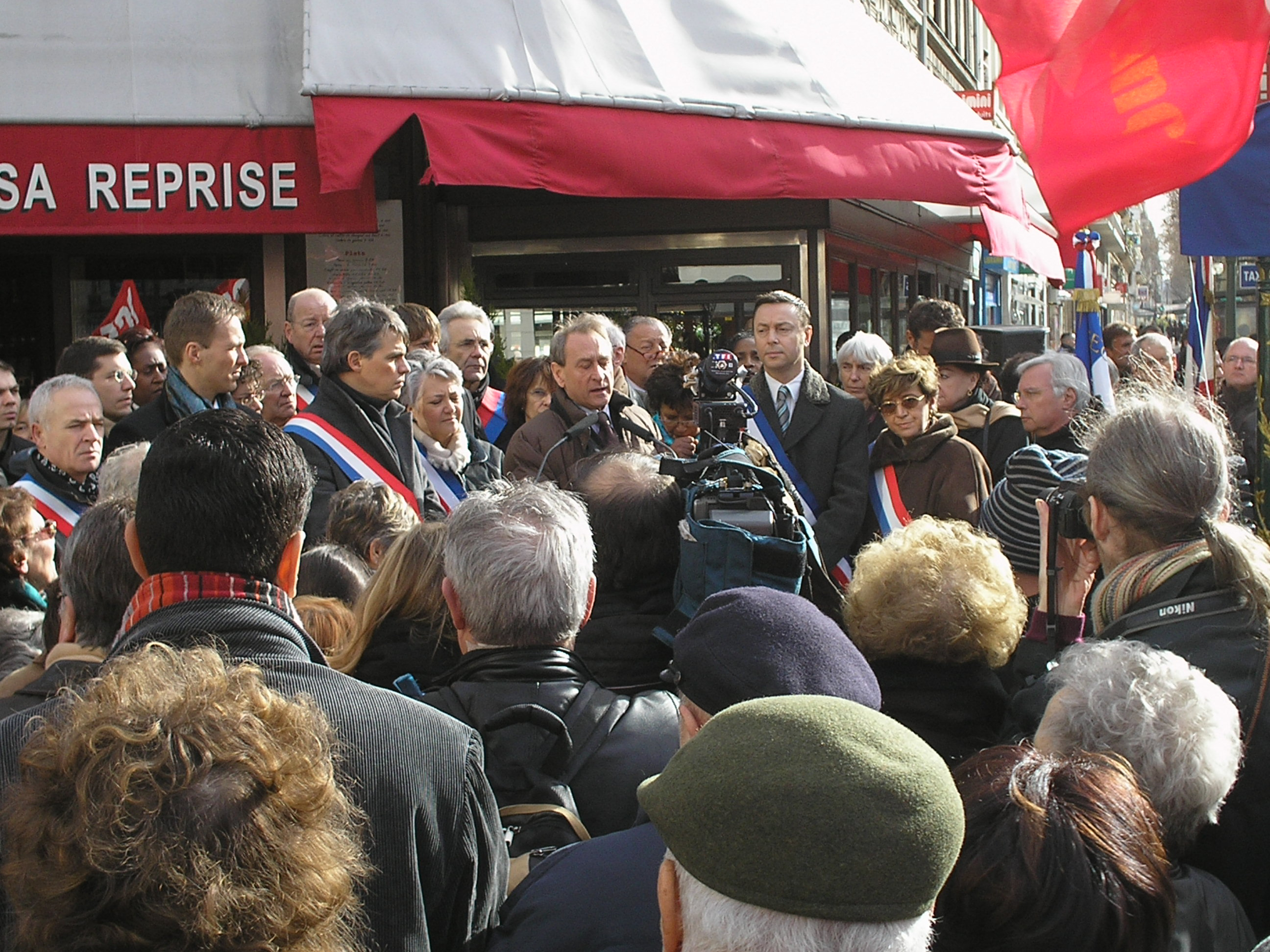
Odsłonięcie tablicy pamiątkowej na stacji Charonne

Na miejscu masakry znajduje się obecnie tablica pamiątkowa z nazwiskami ofiar, na której co roku kwiaty składają delegacje organizacji lewicowych i związkowych. Ofiary masakry zostały pochowane na cmentarzu Père-Lachaise w pobliżu Muru Sfederowanych i grobów przywódców PCF. Od 8 lutego 2007 jeden z placów paryskich nosi nazwę związaną z masakrą.
Piosenkarz Renaud Séchan poświęcił masakrze jedną ze zwrotek utworu pt. Hexagone.